# Scottish Premiership 2024-25
La Scottish Premiership 2024-25 fue la 12.ª edición de la Scottish Premiership y la 128.ª edición de la máxima categoría del fútbol profesional en Escocia. La temporada comenzó el 3 de agosto de 2024 y terminó el 26 de mayo de 2025.

## Formato
Los 12 equipos participantes jugarán entre sí todos contra todos tres veces totalizando 33 partidos cada uno. Al término de la fecha 33, los 6 primeros clasificados pasarán al Grupo por el campeonato y los 6 restantes pasarán al Grupo por la permanencia.
En el grupo por el campeonato los 6 equipos jugarán entre sí todos contra todos una vez totalizando 38 partidos cada uno. Al término de la fecha 38, el primer clasificado se coronará campeón y obtendrá un cupo para la fase de liga de la Liga de Campeones de la UEFA 2025-26, mientras que el segundo lo hará para la tercera ronda clasificatoria de la misma. Por su parte, el tercero obtendrá un cupo para la Liga Europa de la UEFA 2025-26 y el cuarto lo hará para la Liga Conferencia de la UEFA 2025-26. Además, se otorgará un cupo para la Liga Europa de la UEFA 2025-26, que será asignado para el campeón de la Copa de Escocia 2024-25.
En el grupo descenso los 6 equipos jugarán entre sí todos contra todos una vez totalizando 38 partidos cada uno. Al término de la fecha 38, el penúltimo clasificado jugará la serie por la permanencia contra el ganador de un campeonato reducido entre los equipos ubicados del segundo al cuarto lugar del Scottish Championship 2024-25 por un lugar en la próxima temporada, y el último clasificado descenderá directamente al Scottish Championship 2025-26.

## Relevos
| Pos. | Descendidos de la Scottish Premiership 2023-24 |
| ---- | ---------------------------------------------- |
| 12º  | Livingston                                     |

| Pos. | Ascendidos de la Scottish Championship 2023-24 |
| ---- | ---------------------------------------------- |
| 1º   | Dundee United                                  |

## Equipos participantes

### Información de los equipos
| Equipo        | Ciudad     | Entrenador        | Estadio           | Capacidad |
| ------------- | ---------- | ----------------- | ----------------- | --------- |
| Aberdeen      | Aberdeen   | Jimmy Thelin      | Pittodrie Stadium | 20 866    |
| Celtic        | Glasgow    | Brendan Rodgers   | Celtic Park       | 60 411    |
| Dundee        | Dundee     | Tony Docherty     | Dens Park         | 11 775    |
| Dundee United | Dundee     | Jim Goodwin       | Tannadice Park    | 14 223    |
| Hearts        | Edimburgo  | Steven Naismith   | Tynecastle Park   | 19 852    |
| Hibernian     | Edimburgo  | David Gray        | Easter Road       | 20 421    |
| Kilmarnock    | Kilmarnock | Derek McInnes     | Rugby Park        | 17 889    |
| Motherwell    | Motherwell | Stuart Kettlewell | Fir Park          | 13 677    |
| Rangers       | Glasgow    | Philippe Clement  | Ibrox Stadium     | 50 817    |
| Ross County   | Dingwall   | Don Cowie         | Victoria Park     | 6541      |
| St. Johnstone | Perth      | Craig Levein      | McDiarmid Park    | 10 696    |
| St. Mirren    | Paisley    | Stephen Robinson  | St. Mirren Park   | 7937      |

## Primera fase

### Clasificación
| Pos. | Equipo        | Pts. | PJ | G  | E  | P  | GF | GC | Dif. | Clasificación 2024-25    |
| ---- | ------------- | ---- | -- | -- | -- | -- | -- | -- | ---- | ------------------------ |
| 1    | Celtic        | 81   | 33 | 26 | 3  | 4  | 97 | 22 | +75  | Grupo por el campeonato  |
| 2    | Rangers       | 66   | 33 | 20 | 6  | 7  | 68 | 35 | +33  | Grupo por el campeonato  |
| 3    | Hibernian     | 53   | 33 | 14 | 11 | 8  | 54 | 41 | +13  | Grupo por el campeonato  |
| 4    | Dundee United | 50   | 33 | 14 | 8  | 11 | 41 | 40 | +1   | Grupo por el campeonato  |
| 5    | Aberdeen      | 50   | 33 | 14 | 8  | 11 | 45 | 49 | −4   | Grupo por el campeonato  |
| 6    | St. Mirren    | 41   | 33 | 12 | 5  | 16 | 45 | 54 | −9   | Grupo por el campeonato  |
| 7    | Hearts        | 40   | 33 | 11 | 7  | 15 | 43 | 44 | −1   | Grupo por la permanencia |
| 8    | Motherwell    | 39   | 33 | 11 | 6  | 16 | 37 | 55 | −18  | Grupo por la permanencia |
| 9    | Kilmarnock    | 35   | 33 | 9  | 8  | 16 | 38 | 58 | −20  | Grupo por la permanencia |
| 10   | Ross County   | 35   | 33 | 9  | 8  | 16 | 33 | 56 | −23  | Grupo por la permanencia |
| 11   | Dundee        | 34   | 33 | 9  | 7  | 17 | 50 | 70 | −20  | Grupo por la permanencia |
| 12   | St. Johnstone | 29   | 33 | 8  | 5  | 20 | 33 | 58 | −25  | Grupo por la permanencia |

Actualizado a los partidos jugados el 13 de abril de 2025.
 Fuente: Soccerway
Criterios de clasificación: Puntos · Diferencia de goles · Goles a favor · Enfrentamientos directos · Diferencia de goles en enfrentamientos directos · Desempate por campeonato o descenso.

### Resultados
Cada equipo juega de ida y vuelta contra todos los demás equipos de la liga, además de once partidos adicionales, sumando un total de 33 partidos.
| Local \ Visitante | ABE | CEL | DFC | DUT | HEA | HIB | KIL | MOT | RAN | ROS | STJ | STM |
| ----------------- | --- | --- | --- | --- | --- | --- | --- | --- | --- | --- | --- | --- |
| Aberdeen          | —   | 0–1 | 4–1 | 1–0 | 3–2 | 1–3 | 2–0 | 2–1 | 2–1 | 1–2 | 1–1 | 3–1 |
| Celtic            | 2–2 | —   | 2–0 | 3–0 | 2–0 | 3–0 | 4–0 | 4–0 | 3–0 | 5–0 | 4–0 | 3–0 |
| Dundee            | 1–2 | 3–3 | —   | 1–2 | 3–1 | 4–1 | 2–3 | 4–1 | 1–1 | 0–3 | 1–2 | 2–2 |
| Dundee United     | 1–0 | 0–0 | 2–2 | —   | 0–1 | 3–2 | 1–1 | 1–2 | 0–1 | 3–0 | 2–0 | 2–0 |
| Hearts            | 1–1 | 1–4 | 2–0 | 0–1 | —   | 1–2 | 1–2 | 1–0 | 0–0 | 1–1 | 2–1 | 4–0 |
| Hibernian         | 3–3 | 0–2 | 2–2 | 1–1 | 1–1 | —   | 1–0 | 1–2 | 3–3 | 3–1 | 2–0 | 1–2 |
| Kilmarnock        | 4–0 | 0–2 | 1–1 | 3–3 | 1–0 | 1–1 | —   | 0–0 | 1–0 | 0–1 | 0–3 | 2–0 |
| Motherwell        | 2–0 | 0–3 | 0–1 | 4–3 | 3–1 | 0–3 | 1–1 | —   | 2–2 | 0–0 | 2–1 | 2–1 |
| Rangers           | 3–0 | 3–0 | 1–0 | 1–1 | 1–0 | 1–0 | 6–0 | 2–1 | —   | 6–0 | 2–0 | 2–1 |
| Ross County       | 0–1 | 1–2 | 2–0 | 1–1 | 2–2 | 0–0 | 2–1 | 2–1 | 0–3 | —   | 3–3 | 1–2 |
| St. Johnstone     | 1–2 | 0–6 | 1–3 | 1–2 | 1–2 | 1–1 | 1–0 | 1–2 | 0–1 | 3–0 | —   | 2–3 |
| St. Mirren        | 2–1 | 0–3 | 1–2 | 0–1 | 2–1 | 3–0 | 2–2 | 0–1 | 2–1 | 0–0 | 3–1 | —   |

| Local \ Visitante | ABE | CEL | DFC | DUT | HEA | HIB | KIL | MOT | RAN | ROS | STJ | STM |
| ----------------- | --- | --- | --- | --- | --- | --- | --- | --- | --- | --- | --- | --- |
| Aberdeen          | —   | 0–0 | –   | 2–2 | –   | –   | –   | 4–1 | 2–2 | –   | –   | 0–3 |
| Celtic            | 5–1 | —   | 6–0 | 3–0 | 3–0 | –   | 5–1 | –   | 2–3 | –   | –   | –   |
| Dundee            | 1–2 | –   | —   | –   | 0–6 | –   | 3–2 | –   | 3–4 | –   | 1–1 | 2–0 |
| Dundee United     | –   | –   | 2–4 | —   | –   | 1–3 | –   | 1–0 | 1–3 | –   | 1–0 | –   |
| Hearts            | –   | –   | –   | 0–1 | —   | –   | 3–2 | –   | 1–3 | 2–0 | –   | 3–1 |
| Hibernian         | 2–0 | 2–1 | 3–0 | –   | 2–1 | —   | –   | 3–1 | –   | –   | 3–0 | –   |
| Kilmarnock        | 1–0 | –   | –   | 1–0 | –   | 1–1 | —   | 2–0 | 2–4 | –   | 3–1 | –   |
| Motherwell        | –   | 1–3 | 2–1 | –   | 0–0 | –   | –   | —   | –   | 0–3 | –   | 2–2 |
| Rangers           | –   | –   | –   | –   | –   | 0–2 | –   | 1–2 | —   | 4–0 | 3–1 | 0–2 |
| Ross County       | 0–1 | 1–4 | 3–1 | 0–1 | –   | 1–1 | 1–0 | –   | –   | —   | –   | –   |
| St. Johnstone     | 0–0 | 1–0 | –   | –   | 1–2 | –   | –   | 2–1 | –   | 1–0 | —   | –   |
| St. Mirren        | –   | 2–5 | –   | 0–1 | –   | 0–0 | 5–1 | –   | –   | 3–2 | 0–1 | —   |

## Grupo por el campeonato

### Clasificación
| Pos. | Equipo        | Pts. | PJ | G  | E  | P  | GF  | GC | Dif. | Clasificación 2025-26                     |
| ---- | ------------- | ---- | -- | -- | -- | -- | --- | -- | ---- | ----------------------------------------- |
| 1    | Celtic (C)    | 92   | 38 | 29 | 5  | 4  | 112 | 26 | +86  | Ronda de Play-off de la Liga de Campeones |
| 2    | Rangers       | 75   | 38 | 22 | 9  | 7  | 80  | 41 | +39  | Segunda ronda de la Liga de Campeones     |
| 3    | Hibernian     | 58   | 38 | 15 | 13 | 10 | 64  | 52 | +12  | Segunda ronda de la Liga Europa           |
| 4    | Dundee United | 53   | 38 | 15 | 8  | 15 | 45  | 54 | −9   | Segunda ronda de la Liga Conferencia      |
| 5    | Aberdeen      | 53   | 38 | 15 | 8  | 15 | 48  | 61 | −13  | Ronda de play-off de la Liga Europa       |
| 6    | St. Mirren    | 50   | 38 | 14 | 8  | 16 | 53  | 59 | −6   |                                           |

Actualizado a los partidos jugados el 17 de mayo de 2025.
 Fuente: Soccerway
Criterios de clasificación: Puntos · Diferencia de goles · Goles a favor · Enfrentamientos directos · Diferencia de goles en enfrentamientos directos · Desempate por campeonato o descenso.

## Grupo por la permanencia

### Clasificación
| Pos. | Equipo            | Pts. | PJ | G  | E  | P  | GF | GC | Dif. | Clasificación 2025-26               |
| ---- | ----------------- | ---- | -- | -- | -- | -- | -- | -- | ---- | ----------------------------------- |
| 1    | Heart             | 52   | 38 | 15 | 7  | 16 | 52 | 47 | +5   |                                     |
| 2    | Motherwell        | 49   | 38 | 14 | 7  | 17 | 46 | 63 | −17  |                                     |
| 3    | Kilmarnock        | 44   | 38 | 12 | 8  | 18 | 45 | 64 | −19  |                                     |
| 4    | Dundee            | 41   | 38 | 11 | 8  | 19 | 57 | 77 | −20  |                                     |
| 5    | Ross County (D)   | 37   | 38 | 9  | 10 | 19 | 37 | 65 | −28  | Promoción por la permanencia        |
| 6    | St. Johnstone (D) | 32   | 38 | 9  | 5  | 24 | 38 | 68 | −30  | Descenso a la Scottish Championship |

Actualizado a los partidos jugados el 26 de mayo de 2025.
 Fuente: Soccerway
Criterios de clasificación: Puntos · Diferencia de goles · Goles a favor · Enfrentamientos directos · Diferencia de goles en enfrentamientos directos · Desempate por campeonato o descenso.

## Promoción por la permanencia
Los cuartos de final fueron disputados por los equipos ubicados en tercer y cuarto lugar en el Scottish Championship 2024-25.Los ganadores avanzaron a semifinales para enfrentarse al segundo clasificado de la segunda categoría. La final será disputada por el ganador de la semifinal y el equipo que ocupó el undécimo lugar en la Premiership. El ganador aseguró un lugar en la Scottish Premiership 2025-26
|  | Cuartos de final | Cuartos de final | Cuartos de final | Cuartos de final | Cuartos de final |   |               | Semifinales   | Semifinales | Semifinales | Semifinales | Semifinales |   |  | Promoción | Promoción | Promoción | Promoción | Promoción |  |
|  |                  |                  |                  |                  |                  |   |               |               |             |             |             |             |   |  |           |           |           |           |           |  |
|  |                  |                  |                  |                  |                  |   |               |               |             |             |             |             |   |  |           |           |           |           |           |  |
|  | 1                | Ayr United       | 1                | 0                | 1                |   |               |               |             |             |             |             |   |  |           |           |           |           |           |  |
|  | 1                | Ayr United       | 1                | 0                | 1                |   |               |               |             |             |             |             |   |  |           |           |           |           |           |  |
|  | 8                | Partick Thistle  | 0                | 2                | 2                |   |               |               |             |             |             |             |   |  |           |           |           |           |           |  |
|  | 8                | Partick Thistle  | 0                | 2                | 2                |   | Livingston FC | Livingston FC | 2           | 2           | 4           |             |   |  |           |           |           |           |           |  |
|  |                  |                  |                  |                  |                  |   | Livingston FC | Livingston FC | 2           | 2           | 4           |             |   |  |           |           |           |           |           |  |
|  |                  |                  | Partick Thistle  | Partick Thistle  | 0                | 0 | 0             |               |             |             |             |             |   |  |           |           |           |           |           |  |
|  |                  |                  | Partick Thistle  | Partick Thistle  | 0                | 0 | 0             |               |             |             |             |             |   |  |           |           |           |           |           |  |
|  |                  |                  |                  |                  |                  |   |               |               |             |             |             |             |   |  |           |           |           |           |           |  |
|  |                  |                  |                  |                  |                  |   |               |               |             |             |             |             |   |  |           |           |           |           |           |  |
|  |                  |                  |                  |                  |                  |   |               |               | Ross County | Ross County | 1           | 2           | 3 |  |           |           |           |           |           |  |
|  |                  |                  |                  |                  |                  |   |               |               |             |             |             |             | 3 |  |           |           |           |           |           |  |
|  |                  |                  | Livingston FC    | Livingston FC    | 1                | 4 | 5             |               |             |             |             |             |   |  |           |           |           |           |           |  |
|  |                  |                  | Livingston FC    | Livingston FC    | 1                | 4 | 5             |               |             |             |             |             |   |  |           |           |           |           |           |  |
|  |                  |                  |                  |                  |                  |   |               |               |             |             |             |             |   |  |           |           |           |           |           |  |
|  |                  |                  |                  |                  |                  |   |               |               |             |             |             |             |   |  |           |           |           |           |           |  |
|  |                  |                  |                  |                  |                  |   |               |               |             |             |             |             |   |  |           |           |           |           |           |  |
|  |                  |                  |                  |                  |                  |   |               |               |             |             |             |             |   |  |           |           |           |           |           |  |
|  |                  |                  |                  |                  |                  |   |               |               |             |             |             |             |   |  |           |           |           |           |           |  |
|  |                  |                  |                  |                  |                  |   |               |               |             |             |             |             |   |  |           |           |           |           |           |  |
|  |                  |                  |                  |                  |                  |   |               |               |             |             |             |             |   |  |           |           |           |           |           |  |
|  |                  |                  |                  |                  |                  |   |               |               |             |             |             |             |   |  |           |           |           |           |           |  |
|  |                  |                  |                  |                  |                  |   |               |               |             |             |             |             |   |  |           |           |           |           |           |  |
|  |                  |                  |                  |                  |                  |   |               |               |             |             |             |             |   |  |           |           |           |           |           |  |

## Goleadores
- Actualizado al 26 de mayo de 2025[3]

| Pos. | Jugador        | Equipo        | Goles |
| ---- | -------------- | ------------- | ----- |
| 1    | Cyriel Dessers | Rangers       | 18    |
| 2    | Daizen Maeda   | Celtic        | 16    |
| 2    | Simon Murray   | Dundee        | 16    |
| 4    | Sam Dalby      | Dundee United | 14    |
| 4    | Martin Boyle   | Hibernian     | 14    |
| 6    | Adam Idah      | Celtic        | 13    |
| 6    | Nicolas Kühn   | Celtic        | 13    |
| 8    | Václav Černý   | Rangers       | 12    |
| 8    | Hamza Igamane  | Rangers       | 12    |
| 8    | Ronan Hale     | Ross County   | 12    |